# Артур Багдасарян
Артур Ваганович Багдасарян (вірм. Արթուր Վահանի Բաղդասարյան (нар. 8 листопада 1968, Єреван) — вірменський політичний діяч, лідер партії " Орінац Еркір " («Країна закону»), голова ради Академії ОДКБ, голова ради Французького університету Вірменії, голова ради Європейського університету Вірменії . Після програшу на парламентських виборах 2018 року оголосив про відхід з політики.
- 1975–1985 — Єреванська середня школа імені Х. Абовяна.
- 1985–1986 — навчався на курсах з правознавства у Московському державному університеті імені М. В. Ломоносова.
- 1986–1992 — юридичний факультет Єреванського державного університету .
- 1988–1989 — служив у лавах Радянської Армії.
- 1989–1993 — працював у редакції газети «Авангард» кореспондентом, завідувачем відділу, заступником редактора.
- Вересень 1992 — обраний депутатом Шенгавітської районної ради міста Єревана .
- 1993–1994 — обраний заступником голови виконкому Шенгавітської райради міста Єревана, ставши наймолодшою посадовою особою в органах місцевого самоврядування в республіці.
- 5 липня 1995 — за мажоритарною системою обрано депутатом Національних Зборів Вірменії першого скликання по Шенгавітському округу, ставши наймолодшим депутатом у Парламенті Вірменії.
- 1994–1997 — навчався і закінчив з відзнакою Академію державної служби при Президенті РФ.
- У 1995 — отримав ступінь кандидата, в 1997 — ступінь доктора юридичних наук, а в 1998 — звання професора, ставши наймолодшим доктором юридичних наук, професором у Вірменії.
- Вересень 1995 — обраний головою спілки юристів і політологів Вірменії .
- 1997 — заснував партію " Орінац Еркір " («Країна закону»).
- 1998 — на першому з'їзді партії " Орінац Еркір " обрано її головою.
- З 1998 — голова постійної комісії Національних Зборів РА з державно-правових питань.
- 1999–2003 — за мажоритарною системою обрано депутатом Національних Зборів Республіки Вірменія другого скликання по Шенгавітському округу. У Парламенті РА була сформована фракція " Орінац Еркір ", керівником якої був обраний у вересні 1999 року .
- 1999–2003 — був головою вірмено-французької парламентської групи.
- З 2000 — голова ради Французького університету Вірменії, а з 2002 — голова Європейської регіональної академії на Кавказі (нині — Європейський університет Вірменії).
- 25 травня 2003 року, будучи на чолі пропорційного списку партії " Орінац Еркір ", обраний депутатом Національних Зборів третього скликання.
- 12 червня 2003 року обраний Головою Національних Зборів, ставши наймолодшим головою Парламенту в історії трьох республік Вірменії і парламентів усього світу.
- У 2004 році обраний віце-президентом Інтернаціоналу християнсько-демократичних і народних партій, а в березні 2005 року — головою Вірменської Парламентської Асамблеї Дружби (АПАД).
- У листопаді 2005 року обраний президентом Парламентської Асамблеї Чорноморського економічного співробітництва.
- 29 травня 2006 року подав у відставку з посади Голови Національних Зборів Республіки Вірменія.
- У лютому 2007 року обраний співголовою Кавказько-Каспійської Комісії з міжнародного співробітництва, створеної за фінансової підтримки Європейської Комісії.
- 12 травня 2007 року за пропорційним списком партії " Орінац Еркір " був обраний депутатом Національних Зборів Республіки Вірменія четвертого скликання і очолив парламентську фракцію " Орінац Еркір ".
- 19 лютого 2008 року на президентських виборах Артур Багдасарян був висунутий партією " Орінац Еркір " кандидатом на посаду президента Республіки Вірменія.
- 25 березня 2008 року уклав коаліційну угоду з Президентом РА Сержем Саргсяном, після чого за Указом Президента був призначений Секретарем Ради національної безпеки РА.
- 30 квітня 2014 року подав у відставку з посади Секретаря Ради національної безпеки РА.
- У 2014 році в Москві обрано Головою Опікунської ради Академії Організації Договору про колективну безпеку.
- 19 вересня 2013 року обраний Президентом Федерації волейболу Вірменії.
- З 2010 року є дійсним членом, професором Міжнародної Академії інформатизації.
- З 2011 року — дійсним членом, професором Академії проблем безпеки, оборони і правопорядку Російської Федерації.
- Протягом 2008 — 2013 роках Артур Багдасарян, як Секретар Ради національної безпеки, відповідно до Указів Президента РА, керував роботою 10 міжвідомчих комісій, які розробили найважливіші документи, що стосуються стратегічного розвитку та забезпечення безпеки країни за різними пріоритетними напрямами, а також здійснювали забезпечення їх реалізації.

Артур Багдасарян очолював міжвідомчі комісії з таких найважливіших зовнішньополітичних напрямків як координація співпраці РА з ОДКБ, НАТО, Євросоюзом і Європейськими структурами з питань інформаційної безпеки, боротьби з наркоманією та незаконним обігом наркотиків, реформування і розвитку системи військової промисловості, моніторингу процесу забезпечення прикордонної безпеки і реалізації програм комплексного управління кордонами Вірменії. Він також координував діяльність близько 40 міжвідомчих робочих груп СНБ РА.
- 21 лютого 2016 року в установчому з'їзді партії «Вірменське відродження» був обраний головою цієї партії.
- 24 лютого 2018 року на з'їзді партії «Орінац Еркір» («Країна закону») обраний головою партії.
- Артур Багдасарян — автор ряду наукових монографій, понад 200 наукових і публіцистичних статей.
- Володіє російською, французькою, англійською мовами.
- Одружений, має трьох дітей.

## Нагороди
- Діяльність Артура Багдасаряна отримала високу оцінку з боку дружніх країн і міжнародних організацій. Він нагороджений високими державними нагородами, орденами і медалями Російської Федерації, Республіки Франція, Республіки Австрія, Республіки Казахстан, орденом Парламентської Асамблеї СНД, нагородами Міжнародного Міжпарламентського союзу, Парламентської Асамблеї ОБСЄ та Парламентської Асамблеї Ради Європи. Нагороджений також медалями Сенату Французької Республіки, Парламенту Італії, Федеральних зборів РФ.
- Медаль «За заслуги перед Калінінградською областю» (3 листопада 2009 року) — за заслуги по налагодженню економічних, наукових, освітніх та культурних зв'язків Калінінградської області Російської Федерації та Республіки Вірменії[джерело?]
- У 2010 році Артур Багдасарян нагороджений вищою медаллю Ради командувачів Прикордонними військами держав-членів СНД за внесок у справу зміцнення прикордонної безпеки країн-членів СНД.
- У 2011 році Секретар Ради безпеки Російської Федерації Микола Патрушев нагородив його медаллю Ради безпеки РФ за внесок у справу розвитку та зміцнення вірмено-російських відносин.
- У 2012 році нагороджений вищою медаллю Федеральної служби Російської Федерації з військово-технічного співробітництва.
- У 2013 році Артур Багдасарян нагороджений вищою нагородою Організації Договору про колективну безпеку — медаллю за великий внесок у справу розвитку і зміцнення системи колективної безпеки ОДКБ, активну участь у процесі зміцнення військово-технічного співробітництва та реалізації рішень Ради колективної безпеки ОДКБ.
- Артур Багдасарян за Указом Президента РА 29 грудня 2012 року нагороджений медаллю медаль ордена «За заслуги перед Вітчизною» I ступеня .